# 贺若敦
贺若敦（517年—565年），代人，河南郡洛阳县人（今河南省洛阳市东），中国西魏、北周时代軍人、政治人物。

## 生平
北魏云州刺史贺若伏连的孙子，右卫将军贺若统之子。以矯健驍勇，弓馬冠絕著稱。537年，劝父亲归西魏。538年，和河内公独孤信在洛阳被围困，箭虚发退敌，被宇文泰赏识。任都督，封安陵县伯，太子庶子。553年为右卫将军，骠骑大将军，进爵广乡县公。率军进攻岷蜀，斩杀谯淹，进爵武都郡公。拜典祀中大夫。改任金州刺史。在信州击败蛮帅向白彪。擒拿荆州文子荣。559年，入为军司马。率军步骑六千人援救湘州。与南陈交战，失地无功被除名。562年，任工部中大夫，金州总管。563年，随杨忠联合突厥击破北齐长城，到并州归还。565年，任中州刺史。镇守函谷关。多有怨言，触怒了执政的宇文护，被召还，賜自盡，享年四十九。周武帝亲政，追赠大将军。

## 家庭

### 兄弟
- 贺若谊，隋朝柱国、灵州总管、灵州刺史、海陵威公
- 贺若嵩，隋朝上仪同、车骑将军

### 夫人
- 弘农杨氏，北魏辅国将军、谏议大夫、临贞忠公杨暄之女[1][2]

### 子女
- 贺若隆，武都郡公
- 贺若弼，宋国公
- 贺若简，万荣郡公
- 贺若氏，嫁北周左侍上士、丰利郡公世子宇文瑾[3]

## 传記資料
- 《周書》卷28
- 《北史》卷68

## 外部連結
[在维基数据编辑]
 《周書/卷28》，出自令狐德棻《周書》
 《北史·卷068》，出自李延壽《北史》

1. ↑  《隋书·卷五十二·列传第十七》：后数年，下弼狱，上谓之曰:“我以高颎、杨素为宰相，汝每倡言，云此二人惟堪啖饭耳，是何意也？”弼曰:“颎，臣之故人，素，臣之舅子，臣并知其为人，诚有此语。”
2. ↑  《北史·卷六十八·列传第五十六》：后数载，下弼狱，上谓曰:“我以高颎、杨素为宰相，汝每昌言此二人唯堪啖饭耳，是何意也？”弼曰:“颎，臣之故人，素，臣之舅子，臣并知其为人，诚有此语。”
3. ↑  毛远明 整理. . 南京市: 凤凰出版社. 2018年11月: 28–29. ISBN 978-7-5506-2535-8 （中文（繁體））.